# L'Amour au bout du chemin

L'Amour au bout du chemin (Ein Date fürs Leben) est un téléfilm allemand réalisé par Andi Niessner et diffusé en 2009.

## Fiche technique
- Scénario : Barbara Jago
- Durée : 90 min
- Pays :  Allemagne

## Distribution
- Uwe Ochsenknecht : Michael « Micha » Strelinsky
- Julia Stinshoff (VF : Nathalie Karsenti) : Dr Anna Schubert
- Hannes Jaenicke (VF : Guillaume Orsat) : Gregor Weller
- Marion Mitterhammer (VF : Claire Guyot) : Kyra Schwartz
- Maria Ehrich (VF : Geneviève Doang) : Paula Schubert
- Thure Riefenstein (VF : Bruno Choël) : Patrick Marx
- Sebastian Goder (VF : Laurent Mantel) : Peter
- Max Felder : Christian
- Bruno Eyron (de) : Oliver Schwartz
- Pauline Brede : Lucy Weller
- Sonja Gerhardt : Inga Berger
- Julia Henkel : Marie
- Berivan Kaya : Sabine Weller
- Tobias Licht (de) : Kellner Wolf
- Mascha Müller (de) : Sarah
- Traudl Oberhomer (de) : l'aide à domicile de Gregor Weller

 Source et légende : version française (VF) sur RS Doublage